# Theodor Verweyen
Theodor Verweyen (* 13. November 1937 in Ahaus) ist ein deutscher Literaturwissenschaftler und emeritierter Hochschullehrer.

## Leben und Wirken
Nach dem Abitur am Alexander-Hegius-Gymnasium im westfälischen Ahaus im Jahr 1958 studierte Verweyen Germanistik, Philosophie, Geographie und Geschichte an der Westfälischen Wilhelms-Universität in Münster und der Rheinischen Friedrich-Wilhelms-Universität Bonn. Das 1. Staatsexamen (die Wissenschaftliche Staatsprüfung) bestand er 1964 mit Auszeichnung. Von 1964 bis 1967 hatte er Assistentenstelle in Münster. 1967 wurde er in Münster mit summa cum laude zum Doktor der Philosophie promoviert und begann sein bis 1969 dauerndes Studienreferendariat. 1968 legte er das 2. Staatsexamen wiederum mit Auszeichnung ab. 1969 absolvierte er in Hamm die Pädagogische Staatsprüfung. Eine Tätigkeit als Wissenschaftlicher Assistent (1969 bis 1974) und seine Habilitation „Mittlere und Neuere deutsche Literaturwissenschaft“ (1974) erfolgten dann am Lehrstuhl von Wolfgang Preisendanz am Fachbereich Literaturwissenschaft der Reformuniversität Konstanz. Von 1975 bis 1977 wirkte er dann dort als Universitäts-Dozent.
Im Jahr 1977 übernahm er für Eberhard Lämmert die Lehrstuhlvertretung für Vergleichende Literaturwissenschaft und Neuere deutsche Literatur an der Ruprecht-Karls-Universität Heidelberg. Im Winter des gleichen Jahres wurde er außerplanmäßiger Professor in Konstanz und erhielt dort 1979 eine C3-Professur. Im Oktober 1980 erfolgte dann der Ruf an den Lehrstuhl für Neuere deutsche Literaturwissenschaft am Institut für Germanistik an der Universität Erlangen-Nürnberg, wo ab 1981 als ordentlicher Professor und Vorstand des Deutschen Seminars wirkte. Er hatte vor 1986 geheiratet und war unter anderem mehrmals geschäftsführender Vorstand des Instituts. 2003 wurde der in Erlangen lebende Ordinarius emeritiert.
Verweyens Forschungsschwerpunkte waren die deutsche Literatur der Frühen Neuzeit, der Weimarer Klassik, der Zeit nach 1945 sowie literaturtheoretische Aspekte der historischen Rhetorik, Poetik und Intertextualität.

## Auszeichnungen
- 1. Juni 1994: Pegnesischer Blumenorden

## Schriften
- mit Gunther Witting: Einfache Formen der Intertextualität. Mentis, Paderborn 2010, ISBN 978-3-89785-118-4.
- mit Gunther Witting: Deutsche Lyrik-Parodien aus drei Jahrhunderten. Reclam, Stuttgart 1983, ISBN 3-15-027975-5.
- mit Gunther Witting: Die Parodie in der neueren deutschen Literatur. Eine systematische Einführung. Wissenschaftliche Buchgesellschaft, Darmstadt 1979.
- mit Gunther Witting: Die Kontrafaktur. Vorlage und Verarbeitung in Literatur, bildender Kunst, Werbung und politischem Plakat. Konstanz 1984.
- Dichtung und Wahrheit. 1979.
- mit D. Mertens: J. W. Zincgref: Facetiae Pennalium. 1978.
- Eine Theorie der Parodie. 1973.
- Apophthegma und Scherzrede. Die Geschichte einer einfachen Gattungsform und ihrer Entfaltung im 17. Jahrhundert, Bad Homburg/Berlin/Zürich 1970; zugleich Philosophische Dissertation Münster 1967.